# Laurent Solly
Laurent Solly (Villefranche-sur-Saône, Francia; 27 de marzo de 1970) es un alto cargo del gobierno francés y luego el jefe de Facebook Europa meridional.

## Estudios
Después del bachillerato ingresó en el Instituto de Estudios Políticos de París en 1991 y se graduó en 1994.
Estudió en el Escuela Nacional de Administración de 1991 a 1994.

## Carrera en las prefecturas y en el Ministerio del Interior (Francia)
Comienza su carrera como subprefecto, director de gabinete del prefecto del Lot y Garona (1996-98), luego del prefecto del Var (1998-99) y secretario general de la prefectura del Territorio de Belfort (1999-2001).
Tras haber sido encargado de misión en la dirección de coordinación del grupo y en la dirección de compras en EDF (2001-03), pasa a ser consejero técnico en el gabinete de Nicolas Sarkozy, entonces Ministro de Estado y Ministro del Interior, de Seguridad Interna y Libertades Locales (2004).
Lo sigue como jefe de su gabinete en el Ministerio de Economía, Finanzas e Industria (2004), convirtiéndose también en su director de gabinete en la presidencia del partido político francés UMP (2004-05).
Jefe de Gabinete de Nicolas Sarkozy cuando volvió a ser Ministro de Estado, Ministro del Interior y de la Ordenación del Territorio en 2005 como Consejero Técnico, fue ascendido a prefecto fuera del cuadro; encargado de una misión de servicio público dependiente del Gobierno, en 2006. Es director adjunto de la campaña presidencial de Sarkozy en 2007.

## Facebook Francia y Europa
Tras la victoria de Sarkozy, entra en una compañía de televisión, TF1, que pertenece a un amigo de este (grupo Bouygues).
En 2013, fue reclutado para ser el jefe de Facebook Francia.
En 2016, se convirtió en el jefe de Facebook Europa meridional (España, Francia, Italia).
- Datos: Q3219523